# Conger, Minnesota
Conger là một thành phố thuộc quận Freeborn, tiểu bang Minnesota, Hoa Kỳ. Năm 2010, dân số của thành phố này là 146 người.

## Dân số
- Dân số năm 2000: 133 người.
- Dân số năm 2010: 146 người.